# Waldemar Hansteen

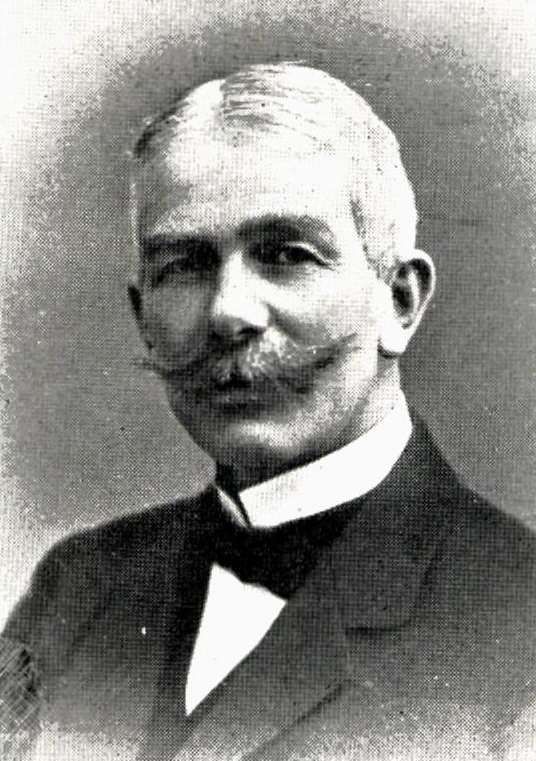
Waldemar Hansteen

Waldemar Hansteen (* 25. Mai 1857 in Oslo; † 4. Mai 1921 ebenda), eigentlich Albert Waldemar Hansteen, war ein norwegischer Architekt.
Er arbeitete vor allem in Oslo und Skien. Zu seinen bekanntesten Arbeiten gehört die Rekonstruktion der Stabkirche Gol in Oslo in den Jahren 1884–1885 und Beiträge zur Weltausstellung in Chicago vom 1. Mai bis zum 30. Oktober 1893.

## Weitere Werke (Auswahl)
- Kirche Solvorn (Juni 1883)
- Tostrupgården (1893–1898) beim Karl Johans Gate, Oslo.
- Hauptgebäude der Centralbanken for Norge (1919–1922)

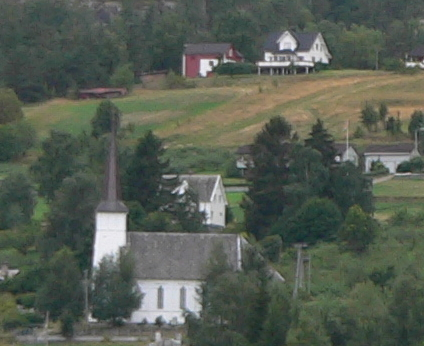
Kirche in Solvorn
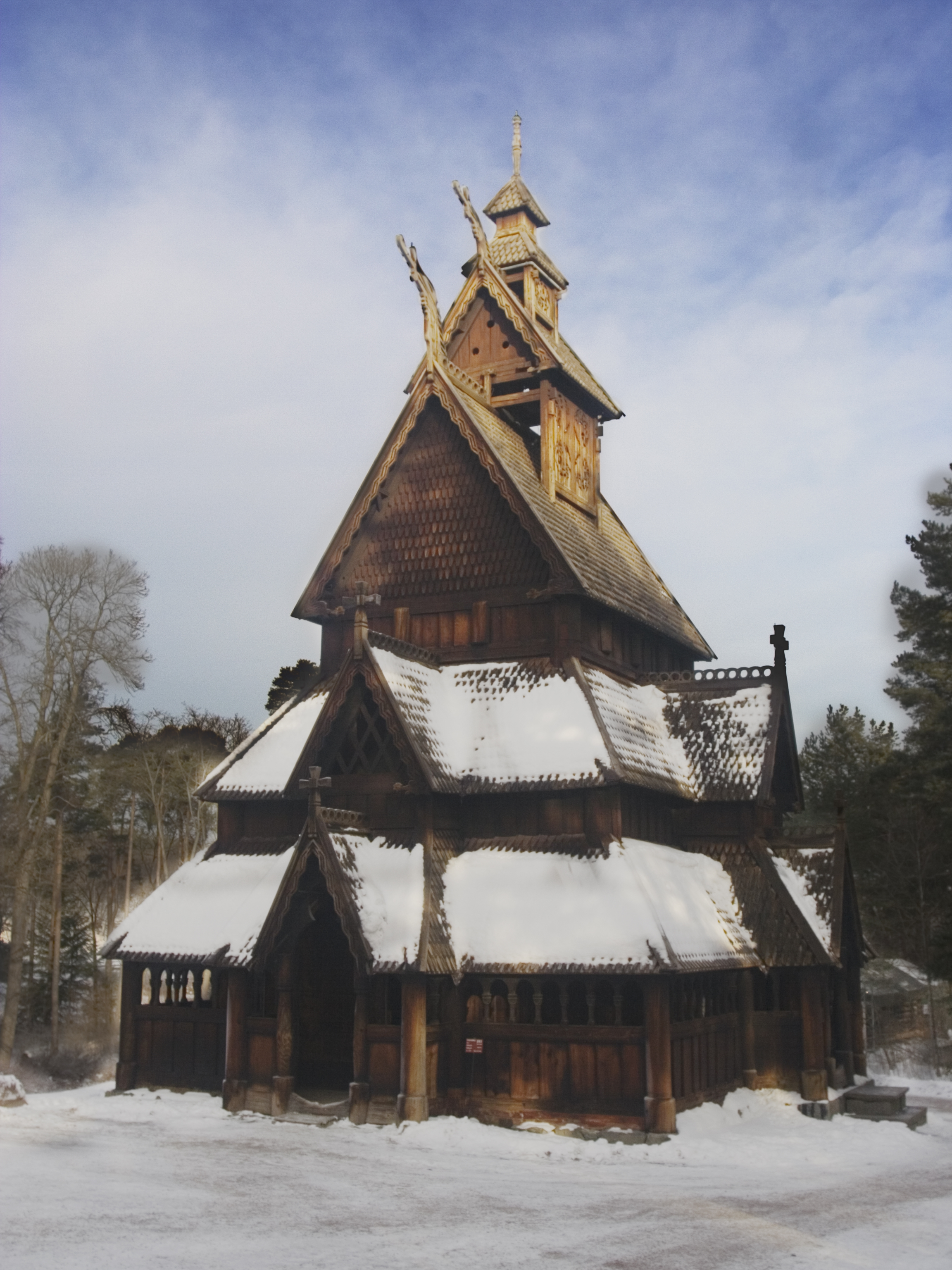
Stabkirche Gol
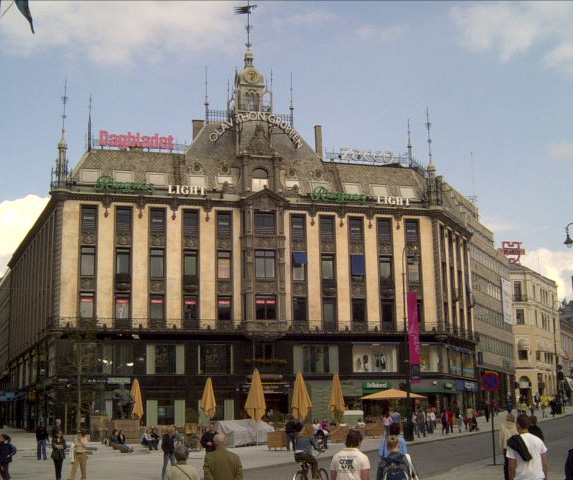
Tostrupgården

| Personendaten    | Personendaten             |
| ---------------- | ------------------------- |
| NAME             | Hansteen, Waldemar        |
| ALTERNATIVNAMEN  | Hansteen, Albert Waldemar |
| KURZBESCHREIBUNG | norwegischer Architekt    |
| GEBURTSDATUM     | 25. Mai 1857              |
| GEBURTSORT       | Oslo                      |
| STERBEDATUM      | 4. Mai 1921               |
| STERBEORT        | Oslo                      |